# Reine mère (Afrique)
Pour les articles homonymes, voir Reine mère.

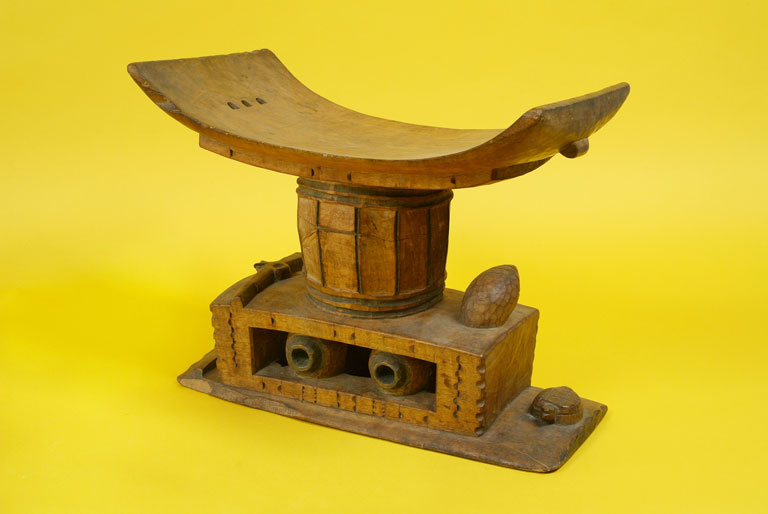
Le « tabouret royal » (ici un tabouret royal ashanti) placé à proximité du trône royal est un des principaux attributs de la reine mère.

Une reine mère en Afrique est une femme de pouvoir politique et social traditionnel en Afrique subsaharienne. Elle y joue un rôle particulier dans le pouvoir et le gouvernement, la santé, les droits des femmes, l'éducation, à différents échelons locaux et nationaux.
Il y a des reines mères dans de nombreux pays, notamment au Ghana, au Togo, au Bénin, au Nigeria, en Ouganda. Les modalités de désignation de reines mères et de leur pouvoir varient selon les régions et les groupes ethniques. Leur pouvoir, important autrefois dans la période précoloniale et au début de la période coloniale, a décliné avec la colonisation et dans la période post-coloniale. Cependant, au XXIe siècle, l'institution des reines mères est de nouveau encouragée, car reconnue bénéfique pour l'équilibre social, le respect des droits, les conditions de vie, la santé et l'éducation.

## Pouvoir et répartition
Les reines mères africaines jouent généralement un rôle important dans le gouvernement local ; elles exercent un pouvoir à la fois politique et social. Leur pouvoir et leur influence ont considérablement diminué depuis l'époque précoloniale, mais subsiste encore au XXIe siècle.
Elles ont un rôle important dans la tradition Akan qui est basée sur la descendance matrilinéaire. Elles sont présentes dans les nations comme le royaume ou empire ashanti, qui fait partie du groupe ethnique Akan. Dans les régions du Ghana où la culture Akan est prédominante, chaque ville a un chef et une reine mère qui règnent en parallèle du système politique moderne.
Les reines mères se rencontrent également dans la tradition des Pabir au nord du Nigeria, dans le cadre de la culture béninoise au sud du Nigeria, et dans la région des Krobo. Les Yoruba du Nigeria, du Bénin et du Togo comptent également un certain nombre de femmes qui portent le titre honorifique de « mère du roi ».
Dans d'autres parties de l'Afrique, comme en Ouganda, le  même terme de « reine mère » est également utilisé pour désigner les mères des monarques régnants ou les femmes qui détiennent le pouvoir à part entière.
Au début du XXIe siècle, les reines mères connaissent un renouveau de leur pouvoir et de leur influence en Afrique. Un grand nombre d'entre elles sont membres d'une association dédiée, l'African Queens and Women Cultural Leaders Network.

### Particularité Asantehemaa
Les Asantehemaa, reines mères de l'Empire ashanti, sont liées au système de succession traditionnel Akan d'alternance patrilinéaire et matrilinéaire. Il ne s'agit pas, par confusion avec les reines mères en Europe, de la mère de l'héritier ou du roi en fonction. Elles possèdent des symboles d'autorité dont le plus important est le Siège, un trône sculpté et décoré d'or. Bien qu'il existe également des reines mères au sein des chefferies et des États internes à l'Empire Ashanti, le titre d'Asantehemaa n'est donné qu'à la reine mère désignée pour régner aux côtés de l'Asantehene, l'Empereur Ashanti. L'ensemble forme un modèle politique pyramidal dont les deux fonctions suprêmes sont celles du roi et de la reine mère.
L'Asantehemaa est choisie par l'Asantehene dans la lignée royale, parmi les femmes les plus âgées. Il ne s'agit donc pas systématiquement de la mère du roi ou d'un héritier. Cependant, cette fonction offre une influence sur les décisions en matière de succession. Elle est considérée comme la généalogiste royale et a la responsabilité de déterminer la légitimité des membres de la lignée royale. Les fonctions du roi et de la reine mère sont complémentaires. L'Asantehene est le dirigeant public, guidé dans l'ombre par les conseils de l'Asantehemaa. Celle-ci prend en charge plusieurs sujets de la politique intérieure, tels que le bien-être des femmes et des enfants ou encore la gestion des conflits entre communautés et chefferies. De plus, elle tient une session avec des anciens et des linguistes deux fois par semaine au palais de Kumasi afin de régler les conflits d'ordre spirituel ou culturel. Traditionnellement, le rôle de l'Asantehemaa consiste à préserver les coutumes, les rituels et l'identité ashanti.

### Rôle actuel

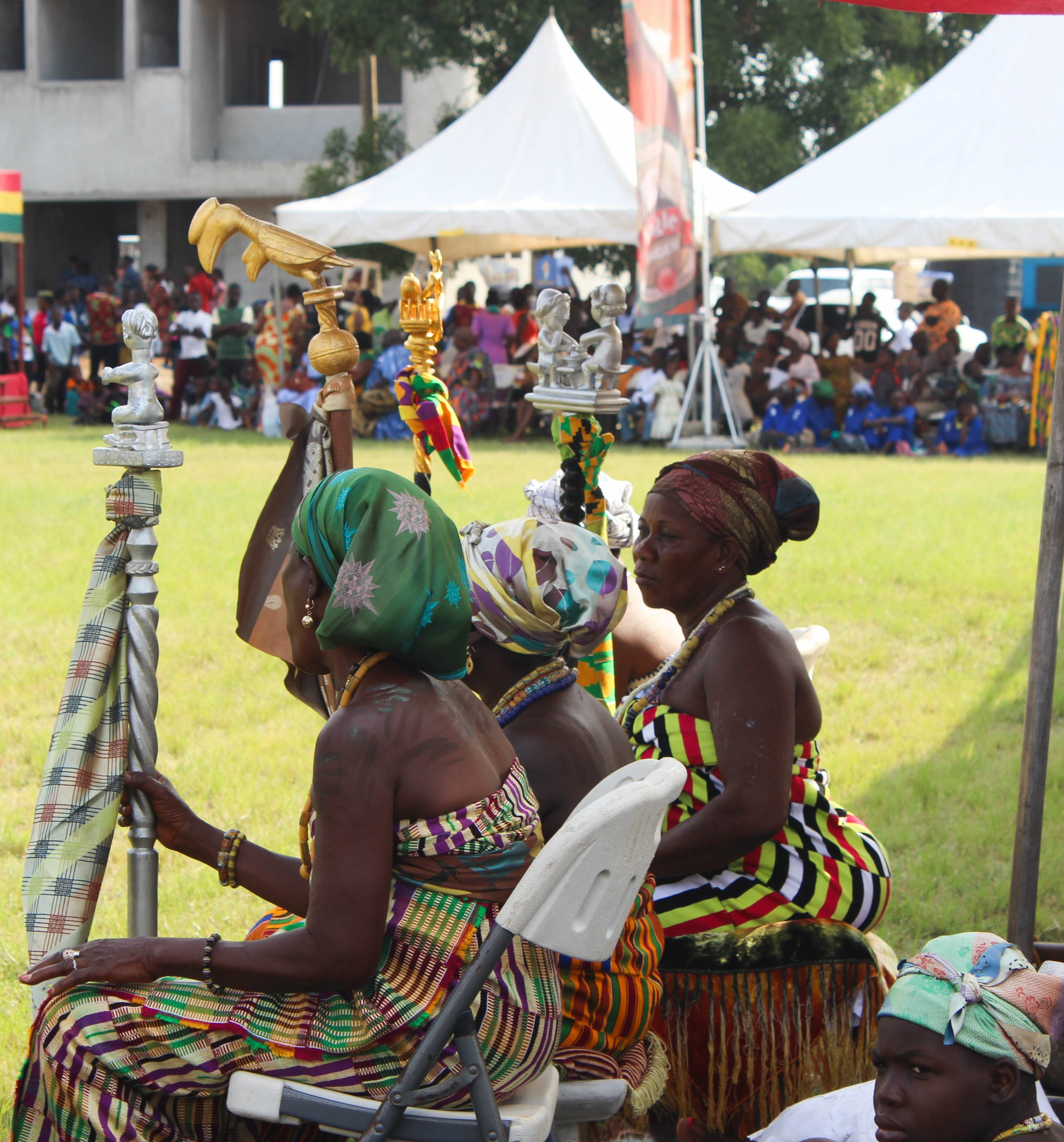
Trois reines mères tenant leur insigne traditionnel, dans les années 2010.

Au XXIe siècle, les reines mères continuent de s'adapter au monde en mutation ; leur rôle « reste vital ». Elles participent à la gestion financière et obtiennent des crédits. Dans le domaine de la santé publique, elles reconnaissent les contributions des sages-femmes. Elles soutiennent la sensibilisation à la détection du cancer du sein au Ghana.
Afin de mieux faire connaître leur rôle en Afrique, quatre reines mères du Ghana visitent les États-Unis en 2012. Elles y donnent une série de conférences dans les universités américaines.
Plusieurs reines mères disent que leur autorité est moins respectée que celle des chefs masculins. De nombreuses reines mères et d'autres femmes occupant des rôles traditionnels rencontrent des obstacles pour créer un changement durable pour les femmes. Elles continuent cependant de s'organiser pour représentées dans les processus politiques officiels.
Dans des régions comme celle du Haut Ghana occidental n'ayant pas la coutume d'avoir des reines mères, leur implantation est favorisée pour promouvoir l'autonomisation des femmes. La condition des femmes s'en trouve améliorée.
Les reines mères prennent des initiatives dans le domaine éducatif en profitant des opportunités, comme la formation aux droits juridiques dans les bibliothèques du Ghana. Elles organisent aussi des ateliers d'échange et d'enseignement,.

## Historique
Pendant la période précoloniale, l'Afrique est organisée autour de l'autorité des chefs, des rois et des reines mères.
Les reines mères sont à cette période d'importantes personnalités politiques qui jouissent du respect général avant l'ère coloniale. Dans certains cas, elles sont même considérées comme des monarques de plein exercice.

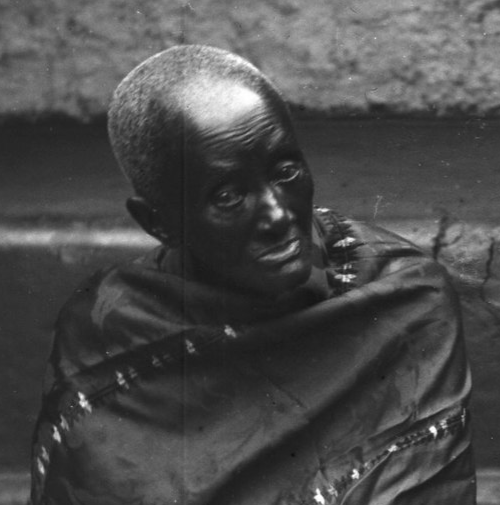
Dans l'Empire ashanti, la reine mère Afua Kobi vers 1880.

Dans certaines tribus, il y a traditionnellement des homologues masculins et féminins à tous niveaux de la hiérarchie politique. Les reines mères ont à cette époque toute compétence sur les femmes et supervisent également les problèmes impliquant à la fois des hommes et des femmes, comme les affaires de viol, l'adultère et les problèmes conjugaux.

### Ignorées des premiers historiens
Les colonisateurs européens, en raison de leurs propres opinions sur le rôle des genres, négocient uniquement avec les monarques masculins dans les régions où ils opèrent. De ce fait, le pouvoir des femmes monarques diminue avec le temps pendant la période coloniale. Les Européens ne considèrent pas l'importance des reines mères africaines. Dans leurs récits, rapports et autres documents d'époque, les colons, missionnaires et autres Européens ne les mentionnent que comme des « sœurs » des hommes au pouvoir.
Le traitement historique, durant la période coloniale, ignore l'influence des reines mères alors que celles-ci possèdent un pouvoir politique important. Ainsi, les auteurs du XIXe siècle qui décrivent le fonctionnement politique de l'Empire ashanti ignorent très fréquemment le rôle et la fonction des Asantehemaa, malgré leurs actions au sein de la politique intérieure, ou encore lors d'expéditions militaires qu'elles mènent, comme c'est le cas pour Yaa Asantewaa qui dirige la résistance contre les Britanniques en 1900. Lorsque le mouvement féministe prend son essor mondialement, les reines mères contemporaines s'y joignent afin de réclamer la reconnaissance de leurs rôles.

### Conséquences coloniales
Les reines mères, ainsi que d'autres femmes du continent sous domination coloniale, perdent à l'époque coloniale leurs privilèges et leurs droits sociaux, religieux, constitutionnels et politiques.
Les gouvernements post-coloniaux poursuivent des politiques qui continuent de ruiner l'autorité traditionnelle des femmes. L'absence des femmes dans la politique et, en particulier, des institutions traditionnelles provoque une répartition inégale du pouvoir et a pour conséquence directe que les préoccupations et les droits des femmes ne sont pas correctement pris en compte.
En 1957, les acteurs de l'indépendance du Ghana n'incluent pas les reines mères dans leurs décisions ni dans leurs opérations. Ils choisissent plutôt de travailler uniquement avec les chefs masculins.

### Reconnaissance renouvelée
L'association Ashanti Queen Mothers (« Reines mères ashanties ») est créée en 1988 au Ghana. Elle compte en 2019 environ quarante-quatre femmes dirigeantes de la région d'Ashanti. Cette organisation associative s'occupe des questions relatives aux femmes.
La constitution du Ghana de 1992 définit la chefferie dans son article 277. Cet article 277 définit un chef comme une personne qui a été correctement nommée dans la lignée légitime et enracinée dans la coutume, revêtue ou installée en tant que chef ou reine mère conformément au droit et à l'usage coutumiers.  Au cours de l'été 2010, au bout d'une longue lutte des reines mères pour faire reconnaître leur rôle, la Maison nationale des chefs du Ghana annonce la prise en compte de vingt reines mères. Les reines mères sont nommées pour des mandats de quatre ans.
En 2006, le Fonds des Nations Unies pour l'enfance (UNICEF) commence à œuvrer avec les reines mères pour aider et soutenir les progrès des conditions de vie et de bien-être des femmes et des enfants dans différentes régions de l'Afrique de l'Ouest.
Au XXIe siècle, des régions comme la région du Haut Ghana occidental, où il n'y a jamais eu la coutume d'avoir des reines mères, sont encouragées par les partisans de l'autonomisation des femmes à introduire les reines mères. Un grand nombre de femmes sont alors installées en tant que reines mères dans la partie nord du Ghana. Cela permet d'améliorer significativement la condition et le statut des femmes dans ces régions.
En 2014, le ministre ghanéen des chefferies, Henry Seidu Danaa, déclare que la participation des reines mères à la Chambre des chefs est constitutionnelle.

## Dénominations régionales
Le titre de reine mère est un mot composé utilisé de façon générique pour décrire les femmes occupant des postes de direction africains traditionnels. Les peuples Akan utilisent souvent le terme ohemmaa, qui signifie « règle féminine ». Les Ashantis utilisent le terme asantehemaa, « mère du roi ». Dans la tradition Ga, elles sont appelées manye ou « mère communautaire ». Dans la tradition Pabir, elles sont connues sous le nom de maigira, terme qui signifie « femme monarque ». Dans la tradition béninoise, les reines mères sont appelées iyobas. Dans les traditions du Yorubaland, une femme qui est rituellement investie du titre est connue sous le nom de iya oba ou « mère titrée du roi ».
Le poste de la reine mère est également connu sous le nom de « tabouret ». Au Ghana, les reines mères sont choisies dans la famille royale de chaque ville et de chaque village. C'est le chef de la famille royale et les anciens qui choisissent en même temps le chef et la reine mère, qui peuvent être liée par les liens du sang. Les familles royales sont composées des premiers occupants d'une région.

## Personnalités liées
- Konadu Yaadom (vers 1750 - 1809), quatrième Asantehemaa des Ashantis. Par ses multiples mariages et son influence spirituelle, elle est une dirigeante importante et puissante au XVIIIe et au début du XiXe siècle.
- Adoma Akosua (1773 - 1838), cinquième Asantehemaa. Elle est destituée et bannie en 1819, après un coup d'état manqué.